# Неживой, Алексей Александрович
Алексей Александрович Неживой (род. 11 июля 1972) — российский деятель молодёжного и левого движения.
Окончил Московский Инженерно-Физический Институт (1995) и Московскую Государственную Юридическую Академию (2004).
В 1999—2005 гг. член КПРФ, один из активных участников создания Союза коммунистической молодёжи РФ, секретарь Московского городского комитета СКМРФ по идеологической работе. В 2004 г. в ходе раскола в СКМРФ играл активную роль в той части организации, которая осталась на стороне КПРФ, в то время как бывший первый секретарь СКМ Константин Жуков и его сторонники поддержали покинувшего КПРФ Геннадия Семигина. Однако в дальнейшем также стал встал в оппозицию к руководству КПРФ и в 2005 г. был из неё исключён после участия в подготовке (совместно с Б. Кагарлицким и С. Жаворонковым) доклада «Штормовое предупреждение» о коррупции в оппозиционных партиях,. В 2004 г. один из создателей Молодёжного Левого Фронта, объединившего большинство левых молодёжных организаций России, а в 2005 г. вошёл в число координаторов Левого Фронта и Контролигархического фронта. Одновременно был одним из организаторов движения «Диггеры за права граждан», а в 2006 г. — организации «Молодые Левые». По утверждению интернет-газеты Правда.Ру, Неживой является одним из вождей московских «красных скинхедов».
Главный редактор портала http://www.leviy.ru, руководитель Лаборатории Политических и Социальных Технологий.
На данный момент является членом Центрального Совета Независимого Профсоюза "Новый Труд", руководителем подмосковной организации Независимого Профсоюза "Новый Труд" 